# Johann Karl Hellmer
Johann Karl Hellmer, auch Hans Hellmer, bis 1919 von Hellmer, (* 27. März 1880 in Wien; † 25. Februar 1950 in Graz) war ein österreichischer Kulturjournalist.
Der Sohn des Bildhauers Edmund Hellmer schrieb für den steirischen Arbeiterwillen in Graz und nach 1945 für die Neue Zeit. Er erwarb sich große Verdienste um das steirische Musikleben nach 1945 und wirkte als Mentor junger Journalisten.